# 赫拉謝湖
47°38′29″N 11°49′11″E / 47.64144°N 11.81983°E

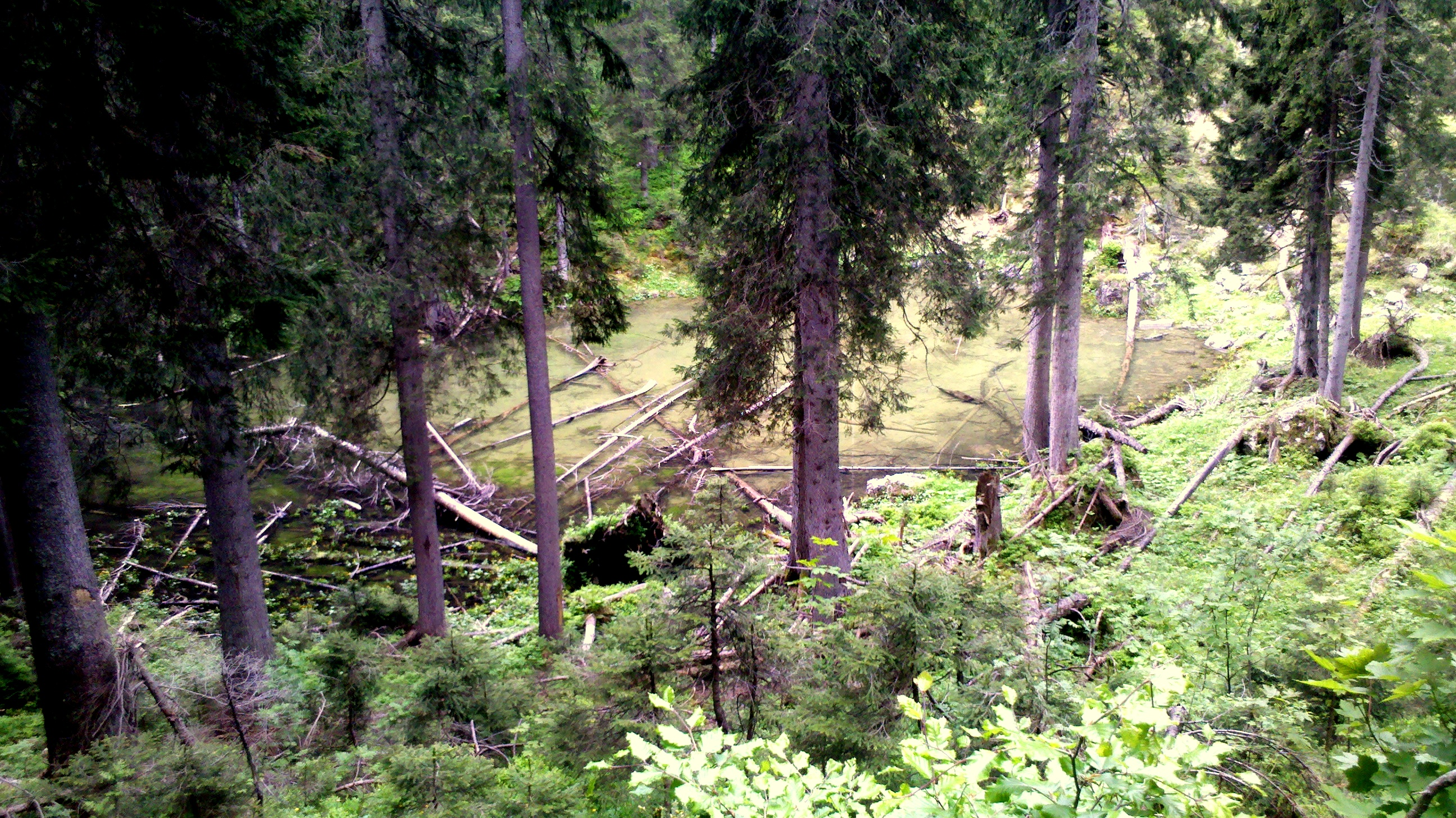

赫拉謝湖（德語：Höllache），是德國的湖泊，位於該國東南部，由巴伐利亞州負責管轄，處於巴伐利亞前阿爾卑斯山脈，長0.05公里、寬0.03公里，海拔高度1,349米。